# عشق دیوانه (فیلم)
«عشق دیوانه» (انگلیسی: Amour Fou) فیلمی در ژانر زندگینامه‌ای به کارگردانی جسیکا هاسنر است که در سال ۲۰۱۴ منتشر شد. از بازیگران آن می‌توان به زاندرا هولر اشاره کرد.